# نویل لانگ‌باتم
نویل لانگ‌باتم (به انگلیسی: Neville Longbottom)از شخصیت‌های تخیلی مجموعه داستانهای هری پاتر نوشته جی. کی. رولینگ است. او به عنوان یک دانش‌آموز گروه گریفیندور صورت گرد و همسال شخصیت اصلی داستان، هری پاتر توصیف می شود. در سراسر مجموعه داستان نویل اغلب به عنوان یک شخصیت دمدمی مزاج و بی‌نظم، و یک دانش‌آموز نسبتاً متوسط به تصویر کشیده می‌شود، هرچند او استعداد بالایی در گیاه‌شناسی دارد. با این حال، به نظر می رسد که رفتار این شخصیت پس از پیوستن به ارتش دامبلدور در داستان هری پاتر و محفل ققنوس، دستخوش تغییر می شود. تشویقی که دریافت می‌کند به او اعتماد به نفس در توانایی‌های جادویی‌اش می‌دهد و او را به یک جادوگر شایسته‌تر تبدیل می‌کند.
نویل در زمان غیبت هری، رون و هرماینی در جستجوی هورکراکس، رهبر ارتش دامبلدور در هاگوارتز می‌شود. نویل نقش مهمی در سقوط لرد ولدمورت دارد و در نهایت هورکراکس نهایی را نابود می کند، که به هری این اجازه را می‌دهد یک بار برای همیشه ارباب تاریکی را شکست دهد. متیو لوئیس ایفاگر این شخصیت در اقتباس‌های سینمایی هری پاتر است.